# Metod Dular
Metod Dular, slovenski ekonomist, * 12. junij 1899, Novo mesto, † 8. oktober 1990, Ljubljana.

## Življenje in delo
Rodil se je očetu puškarju Jožefu in materi Mariji (rojena Pogačnik). Diplomiral je 1925 na zagrebški Visoki šoli za trgovino in promet. Po končanem študiju je bil med drugim tudi direktor tovarne Motvoz in platno v Grosuplju (do 1944). Zaradi sodelovanja z Osvobodilno fronto je bil med leti 1942/43 večkrat zaprt. Avgusta 1944 se je pridružil narodnoosvobodilni borbi in postal načelnik komisije za gospodarsko obnovo Beograda. V letih 1945−48 je bil direktor državnega revizijskega zavoda, načelnik za cene pri zvezni planski komisiji, 1948 pa je postal izredni in 1969 redni profesor za ekonomijo in organizacijo dela na ljubljanski Ekonomski fakulteti. Napisal je več skript in številne strokovne elaborate ter objavljal članke v strokovnih revijah. 
Za AVNOJ je 1944 pripravil predpise o enotnem računovodstvu. Bili so sprejeti in objavljeni februarja 1945. Leta 1945 je izdelal še splošno navodilo za kalkulacije gospodarskih podjetij, ter v naslednjih letih pripravil strokovne podlage za skoraj vse zakonske predpise o akumulaciji in cenah z ustreznimi navodili za izvajanje teh predpisov.